# S-500
S-500 Prometheus (rusky C-500 Прометей) je ruský hypersonický protiletadlový raketový systém země-vzduch, který nahrazuje v současnosti používaný raketový systém A-135 a doplňuje protiletadlový systém S-400. S-500 byl vyvinutý ruskou státní společností Almaz-Antěj Corporation. Původně se plánovalo, že první systémy budou vyrobeny v roce 2014, ale nakonec první systém vstoupil do služby až v roce 2021.

## Historie
Ačkoli stejné označení má projekt S-500U z konce 60. let 20. století, vztah s projektem S-500 zůstává nejasný. Vícekanálový protiletadlový systém S-500U vznikl v roce 1968 s cílem vytvořit jednotný komplet pro armádu. Střely kompletu S-500U měly zasahovat nepřátelská letadla na vzdálenost až 100 km. Projekt kompletu S-500U SAM byl odmítnut sovětskou armádou, která měla požadavek na zasahování nejen nepřátelských letadel, ale i balistických raket krátkého dosahu. Místo toho byla vyvinuta rodina S-300.
S-500 budou pracovat souběžně s S-400 a společně mají nahradit starší protiletadlové raketové systémy S-300. První jednotky mají být rozmístěny v okolí Moskevské oblasti a v centrální oblasti země. Námořní verze je pravděpodobnou výzbrojí nového torpédoborce třídy Lider, který měl vstoupit do služby po roce 2020, ale v roce 2022 stále nebyl v provozu.
Generální ředitel společnosti Rostec Corporation Sergej Čemezov oznámil zahájení výroby systému S-500 30. června 2019. Přesto sériová výroba prvních 10 systémů (objednaných koncem roku 2020) začala až v roce 2021.

### Testování systému
V květnu 2018 Rusko provedlo test rakety země-vzduch s dosud nejdelším doletem, a to s raketou S-500. Podle zpráv citujících nejmenované zdroje obeznámené s americkými zpravodajskými informacemi o programu dokázala S-500 zasáhnout cíl vzdálený 482 km, což je o 80 km dále než předchozí rekord.
Dne 4. června 2019 ruské ministerstvo obrany zveřejnilo video, které ukazuje úspěšné odpálení nového protiraketového systému v podobě rakety země-vzduch dlouhého doletu. Ačkoli nebylo uvedeno označení systému protivzdušné obrany, který byl testován, všeobecně se spekuluje, že se jednalo o test raketového systému země-vzduch dlouhého doletu S-500 Prometheus.
Radar S-500 byl testován koncem roku 2019.
Od července 2021 ruské ministerstvo obrany zveřejnilo první veřejné záběry z ostré zkoušky nového protiraketového systému S-500 ve vojenské základně Kapustin Jar.

## Popis
S-500 je určen k ničení mezikontinentálních balistických raket, hypersonických řízených střel, vojenských letadel a AEW&C. S plánovaným dosahem 600 km pro protiraketovou obranu a 500 km pro protivzdušnou obranu by S-500 byl schopen detekovat a současně zasáhnout až 10 hypersonických balistických střel letících rychlostí 5 km/s. Jeho cílem je také ničit hypersonické řízené střely a další vzdušné cíle s rychlostí vyšší než Mach 5. Raketa může být sestřelena systémem S-500 až ve výšce 180-200 km nad zemí. Mezi další cíle, které by S-500 měl být schopen ničit, patří bezpilotní letouny a družice na nízké oběžné dráze Země.

## Uživatelé
- Rusko
- Turecko - Turecko nepatří mezi aktuální uživatele systému S-500, ale turecký prezident Recep Tayyip Erdoğan oznámil, že Turecko možná v budoucnu systémy S-500 zakoupí[zdroj?]